# Börzönce
Börzönce è un comune dell'Ungheria di 78 abitanti (dati 2001). È situato nella contea di Zala.